# Benjamin Gompertz
Pour les articles homonymes, voir Gompertz.
Benjamin Gompertz (5 mars 1779 - 14 juillet 1865, Londres, Angleterre) est un mathématicien britannique de formation autodidacte. On lui a refusé l'entrée à l'université à cause de ses origines juives. Il est reçu fellow de la Royal Society en 1819. 
On lui doit le modèle de Gompertz.